# Ludwigstraße 6 (Bad Kissingen)

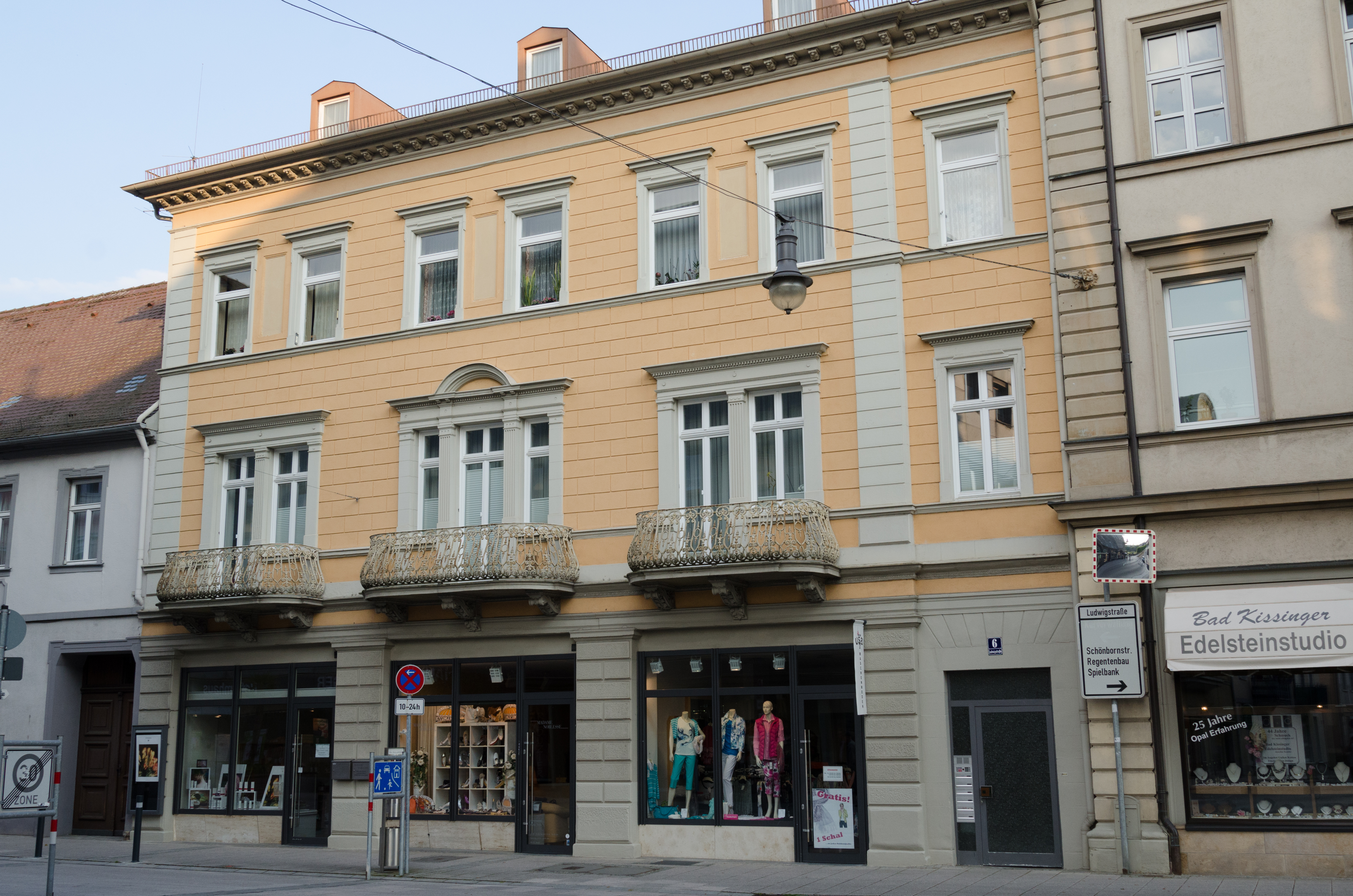
Ludwigstraße 6 in Bad Kissingen, 2014

Das Anwesen Ludwigstraße 6 in der Ludwigstraße in Bad Kissingen, der Großen Kreisstadt des unterfränkischen Landkreises Bad Kissingen, gehört zu den Bad Kissinger Baudenkmälern und ist unter der Nummer D-6-72-114-40 in der Bayerischen Denkmalliste registriert.

## Geschichte
Das dreigeschossige Gebäude entstand im Jahr 1879 als verputzter Massivbau mit einseitig abgewalmten Satteldach mit Sandsteingliederung. Es ist im Stil der Neorenaissance mit klassizisierenden Elementen gehalten.
Das Anwesen stellt das früheste Beispiel für den Übergang von der offenen, biedermeierlichen Bebauung Bad Kissingens zur geschlossenen städtischen Bauweise dar. Die klassizistischen Elemente dienen wohl der Angleichung an das benachbarte Anwesen Am Kurgarten 6 (heute Haus Collard).
Heute beherbergt das Anwesen Wohnungen und Geschäfte.